# حمله هوایی قانا
حمله هوایی قانا ۲۰۰۶ (که همچنین با نام‌های کشتار قانا ۲۰۰۶  و کشتار دوم قانا شناخته شده است) حمله هوایی بود که توسط نیروی هوایی اسرائیل به یک ساختمان سه طبقه در الخورایباه و در نزدیکی روستای جنوب لبنانی قانا در ۳۰ ژولای ۲۰۰۶، در حین جنگ لبنان ۲۰۰۶ انجام شد.

## بمباران

تصویری که اسرائیل ادعا می‌کند از پرتاب موشک‌های حزب‌الله لبنان در کنار خانه‌های مسکونی در روستای قانا برداشته شده است.

در ۳۰ ژوئیه ۲۰۰۶ (میلادی) در جریان جنگ اسرائیل و لبنان (۲۰۰۶) روستای قانا مورد حمله و بمباران نیروهای دفاعی اسرائیل (IDF) قرار گرفت.
برخورد دو بمب به یک ساختمان مسکونی چهارطبقه در مرکز روستای قانا به کشته شدن ۵۴ شهروند غیرنظامی از جمله بیش از ۳۷ کودک و زخمی شدن بسیاری انجامید. بسیاری از فقیران و کودکان معلول که قادر به فرار از منطقه نبودند در این ساختمان می‌خوابیدند.
پیش‌تر در ۱۹۹۶ قانا شاهد مرگ ۱۰۰ پناهنده در اثر برخورد آتش توپ‌خانه با مقر سازمان ملل متحد بود.